# بروسكا (أوديسكا)
بروسكا (Броска) هي مدينة في مقاطعة أوديسكا في أوكرانيا.